# Lena Biolcati
Lena Biolcati (* 26. Januar 1962 in Galliate) ist eine italienische Sängerin.

## Karriere
Die Nichte der Sängerin Milva gewann 1984 den Nachwuchswettbewerb Festival di Castrocaro. Auch danach war sie bei Festivals erfolgreich. So siegte sie 1985 beim World Popular Song Festival in Tokio, und im Jahr darauf gewann sie den Nachwuchswettbewerb beim Sanremo-Festival und den Wettbewerb Un disco per l’estate. Ihr erstes Album erschien 1986 auch in Deutschland und trägt als Titel ihren Namen. 1987 und 1990 nahm sie erneut am Sanremo-Festival teil. Ihr Lied Amori wurde auch in Französisch von Gilbert Montagné und in Spanisch vom mexikanischen Sänger Manuel Mijares aufgenommen.

## Bekannte Titel
- 1985: Innamoratevi come me
- 1985: C’è ancora cielo
- 1986: Grande grande amore
- 1986: Io donna anch’io
- 1987: Vita mia
- 1988: Anna eri bella
- 1990: Amori
- 1992: Cantilena